# Лич, Сидней
Сидней Лич (англ. Sydney Leach; 11 апреля 1924 г. Лондон — 24 декабря 2019 г. Франция) — британский ученый, внесший огромной вклад в исследование молекулярных ионов, в том числе фуллеренов, ПАУ и других. Его исследования в области «космохимии» межзвёздной среды способствовали образованию новой науки астробиологии в период с 1993 по 2019.
Основатель лаборатории фотофизики и молекулярных ионов в Орсе (1967, Франция) «Laboratoire de Photophysique Moléculaire».

## Ранние годы
Сидней Лич родился в 1924 году в небогатой семье в Лондоне, которая занималась швейным бизнесом. С самого детства С. Лича интересовали два направления: естественные науки и музыка, уже в 10 лет он выиграл высшую стипендию на экзаменах Совета графства Лондон, а также стипендию Стэнхоупа. Благодаря этому он уже в раннем возрасте мог проводить химические эксперименты у себя во дворе. Увлечение музыкой также способствовало этому, так в школьные годы он смог получить стипендию для обучения в Королевской музыкальной академии, в ходе которого неоднократно посещал естественные музеи. Семья Лича была достаточная большая, в том числе у него было две сестры Джойс и Сильвия, которые в основном проживали в Канаде. Мать Сидней Лича умерла, когда ему только 12 лет, после чего воспитание трех детей легло на плечи его отца, который смог обеспечить своих детей не только хорошим воспитанием, но и образованием.
Позднее, С. Лич обнаружил, что его интересует физические проблемы химии, и после получения аттестата о высшем образовании он изучал физику в Королевском колледже Лондона. Его интерес к спектроскопии пробудился во время летней работы в Кодак (Kodak) в 1943 году. В 1944 году вмешался случай и его обширные познания в литературе, которые привели к встрече с Ч. П. Сноу, который помог с переездом для С. Лича в Фарнборо, чтобы он работал над спектроскопией. Первым проектом Лича в Фарнборо стало изучение спектра тетраэтилсвинца, антидетонационной составляющей авиационного топлива. Спустя два года в 1946 году Сидней Лич покинул Лондон, чтобы работать с Эдмоном Бауэром и Мишелем Мага в «Laboratoire de Chimie Physique» во Франции (Париж), где он и проведёт оставшуюся жизнь.

## Париж (1946—1959) и Орсе (1960—1970)
Серьёзная научная деятельность Сиднея Лича берёт начало с работ в лаборатории Германа Шулера по молекулярным спектрам. С помощью газоразрядной трубки с полым катодом он зарегистрировал спектр системы α-полос аммиака, эти полосы были позднее обнаружены в люминесценции комет и С. Лич смог отнести их к радикалу NH2. Херцберг и Рамзай позднее подтвердили своими исследованиями данный факт. Лич идентифицировал эмиссионные спектры свободных радикалов ароматических углеводородов, бензола, S2, OH, SH(D), и NH(D) как в синглетном, так и в триплетном состоянии, что позволило впервые определить его синглетно-триплетное энергетическое состояние. Позже Сидней Лич занимался фотофизикой и фотохимией бензола и родственных ему молекул в замороженных матрицах. Матричные исследования первоначально проводились в замороженных стеклообразных растворах (77 K), а затем после года, проведенного в Беркли, где он работал с Джорджем Пайментелом, разрабатывая и применяя метод матричной изоляции — часть программы Херберга Бройда «Free Radical Trapping», матричные исследования были распространены на кристаллические органические и замороженные матрицы инертных газов (20 K).
В 1960 году Сидней Лич вместе с группой Мишеля Мага переехал из парижской лаборатории «Laboratoire de Chimie Physique» в Орсе, где он станет одним из пионеров матричной спектроскопии и фотохимии. Его центральными темами были изоляция диспергированных молекул и улавливание их фотохимических продуктов в матрице. Одним из важных исследований команды в Орсе стало ультрафиолетовое возбуждение замещенных производных бензола в замороженных матрицах, что приводило к фотолитическому образованию и захвату органических свободных радикалов, например, бензила и его дейтерированных изотопов, чувствительно обнаруживаемых по спектрам их люминесценции. Сходство его колебательной структуры со структурой исходной молекулы, толуола, предполагало наличие очень схожих силовых полей, что облегчало присвоение его основного и электронно-возбужденного состояний — важное достижение того времени. С. Лич, не смотря на обилие научных направлений в лаборатории, не упускал из виду центральную тему исследований — на данном этапе это была: роль взаимодействий колебательных уровней в молекулярно-электронной спектроскопии, особенно резонанс Ферми, эффекты Герцберга-Теллера и Яна — Теллера в фотофизике ароматических молекул и последствия понижения их симметрии. Особенно ярким примером последнего является анализ возмущенной колебательной структуры в спектре люминесценции бензола в замороженном циклогексане, выявивший индуцированное матричным кристаллическим полем искажение его низшего триплетного состояния. Данное исследование даже было представлено на конференции в Бордо в 1964 году.
Следует отметить новаторские исследования С. Лича в области тугоплавких частиц, обнаруженных по их люминесценции, возбуждаемой во время лазерного испарения с поверхности твердых материалов. Это было нововведением, позже использованным многими другими исследователями для изучения атомных и молекулярных кластеров.

## Орсе (1970—1993)
В 1967 году была создана новая лаборатория «Laboratoire de Photophysique Moléculaire» (LPPM) во главе с Сиднеем Личем в качестве её директора-основателя. Благодаря открытому набору сотрудников, LPPM быстро стала крупным европейским центром молекулярной физики, особенно исследования молекулярных ионов. Так, С. Лич высказывался о необходимости открытия лаборатории по изучению молекулярных ионов:
Структурная и динамическая информация о (молекулярных) ионах представляла не только внутренний интерес, но и была жизненно важна для интерпретации физико-химических процессов, происходящих в физике и химии столкновений; плазмы; радиохимии; масс-спектрометрии; фотоэлектронной спектроскопии; астрофизике и аэрономии, и особенно для таких объектов как: планетарные атмосферы и ионосферы, кометы, холодные звезды, межзвездная среда и, возможно... фазы рождения и смерти звезд.
Для изучения молекулярных ионов в то время использовали их флуоресценцию, после возбуждения в результате электронного удара или вакуумной ультрафиолетовой фотоионизации. Часто она была слабой и трудно обнаруживаемой, что поднимало много интересных вопросов, о природе конкурирующих путей темнового распада и их внутримолекулярной динамике, при отсутствии столкновений эти пути включали безызлучательные переходы. Сидней Лич совместно с Джоном Эландом, Мишелем Деворе и, позднее, Джеральдом Дюжарденом разработали целый набор фотоионных или фотоэлектронно — флуоресцентных фотонных техник, PIFCO (photoion-fluorescence photoncoincidence technique) или PEFCO (photoelectron-fluorescence photoncoincidence technique) для проверки количественной теории безызлучательных переходов, которая только развивалась в 70-е годы. В то же время благодаря настойчивости С. Лича в 1970-х годах, во Франции сконструировали первый источник точечного света, который впоследствии сыграл ведущую роль в создании европейского синхротронного источника в Гренобле.
Также среди безызлучательных переходов Лич в 1981 году отдельно исследовал фрагментацию и вакуумную ультрафиолетовую фотохимию молекулярных ионов. Все началось с серии сверхчувствительных измерений SO2 методом ионной флуоресценции с селективной массой (PIFCO) при фотоионизации в диапазоне энергий 10-21 эВ. А позднее и с использованием синхротронного излучения в диапазоне энергий 34-54 эВ и применением двойного (фрагментного) детектирования ион-ионных совпадений, PIPICO (ion-ion coincidence detection). Вскоре за этим последовало новаторское пошаговое исследование CH4++ и множества его путей фрагментации в ряду CH3X++, X = OH, SH, CN, NH2, CHO с использованием тройного метода, электрон-ион-ионного совпадения, PEPIPICO (electron-ion-ion coincidence detection) (разработан в сотрудничестве с Джоном Эландом в Оксфорде и Ирен Неннер в Сакле). Разработанные экзотические методы регистрации флуоресценции позволяли обнаруживать ионы с квантовым выходом порядка 10−5, что характерно для осколочных и молекулярных ионов «космохимии» межзвездной среды (КМС). Данный факт лег в основании публикации, в которой выдвигались предположениями о CH3X++ как о возможном источнике некоторых (однозарядных) осколочных ионов, HCO+, HOC+, HCS+, HCNH+, уже наблюдаемых в КМС.
Ещё одним направлением деятельности Сиднея Лича в 1989 г. стало изучение полициклических ароматических углеводородов (ПАУ), которое началось с серии не идентифицированных инфракрасных полос, наблюдаемых в излучении КМС, и, возможно, диффузных межзвездных полос, наблюдаемых в поглощении, в видимой области спектра. Лич осторожно высказывался на данную тему:
... если [курсив автора] полициклические ароматические углеводороды (ПАУ) присутствуют в межзвездной среде, следовательно, могут существовать условия для образования их двухзарядных катионов. Однако хрупкость двухзарядных полициклических углеводородов, возникающая в результате процессов кулоновского взрыва, включающего прямую диссоциацию и/или туннельные эффекты, также может привести к разрушению этих частиц или, по крайней мере, к депротонированию и потере других заряженных или нейтральных фрагментов. Существует очень мало лабораторных работ, имеющих отношение к процессам фрагментации и выходам двухзарядных катионов полициклических ароматических углеводородов...
Распространение исследования на крупные ПАУ позволило дать первые экспериментальные доказательства повышения фотостабильности нейтральных молекул, а также ионов с увеличением размера и сложности молекулы.

## L’Observatoire de Meudon (1993—2019)
В 2006 году Сидней Лич в сотрудничестве с Дэвидом Тепфером начал изучение влияния внеземных условий (на низкой околоземной орбите) на семена растений. Используя установку EXPOSE Европейского космического агентства (European Space Agency) (ESA) за пределами Международной космической станции, они смогли изучить влияние длин волн ультрафиолетового (УФ) излучения на биологические материалы. Изучаемое ими излучение невозможно встретить на поверхности Земли (110—200 нм), но оно присутствует над земной атмосферой. Им удалось показать на семенах Arabidopsis thaliana, что коротковолновое излучение способно повреждать семена, а точнее их рибосомы и другие органоиды. При этом пигмент кверцитрин способен защитить внутреннюю часть семени от излучения больше 200 нм. Несмотря на сильные ограничения в виде небольшого размера выборки и проведения экспериментов на космической станции, Лич и Тепфер смогли опубликовать ещё несколько статей в области космической биологии.
С. Лич сыграл важную роль в поддержке различных проектов, связанных с данной темой. Он стал одним из участников и сторонником тематической группы ESA «Геобиология для освоения и исследования космоса» (Geobiology for Space Settlement and Exploration) (GESSE), шестилетней группы, финансируемой ESA, которая исследовала роль взаимодействия микробов и минералов в космических приложениях. В конечном итоге это привело к проекту ESA BioRock, который был запущен на Международную космическую станцию в 2019 году и изучал поведение микробов на базальтах.
Также Сидней Лич сделал более 35 публикаций, посвященных родственным фуллеренам объектам. Самая последняя работа касалась лазерного импульсного фотолиза и фотофизических свойств триплета C60 в растворе циклодекстрина, которая показала, что состояние триплета идентично состоянию C60 в растворе толуола. Возвращаясь к более традиционной области спектроскопии, С. Лич опубликовал немаловажный обзор электронной спектроскопии C60 и его аддуктов, который обнаружил их сходство в видимой и УФ областях поглощения.
В дополнение в его работе, посвященной астрофизическим приложениям в области C60, показано исследование наиболее плодотворных спектральных областей и связанных с ними астрономических применений, в которых искали C60 (или C60+) в космосе, хотя в то время он ещё не был замечен.
Тем не менее, позднее, С60+ действительно идентифицировали в горячих «запыленных» областях, а именно в фотонно-доминируемой области NGC7023, но в 18-19 мкм, из-за полупрозрачности данной области спектра.

## Семья
После переезда в Париж Сидней Лич встретил свою супругу — Иду, которая работала в то время редактором в Италии и Париже. Они женились в 1952 году, у них было двое детей, Стефан, композитор и пианист, и Франческа, учительница и переводчик, и четверо внуков.

## Увлечения и хобби
Сидней Лич с детства питал любовь к музыке, и особенно к джазу — он играл на фортепьяно и скрипке. Также у него есть литературные и поэтические произведения, некоторые из которых ещё не опубликованы. Литература действительно была для него очень важна, и он и Ида обсуждали в основном искусство, литературу и музыку. С. Лич оказал влияние на многих своих друзей-художников, и он сотрудничал с композитором Джузеппе Энглертом, с которым он опубликовал статью, включающую транскрипцию фотоэлектронного спектра фосфобензола в музыку, которая в то время считалась наиболее авангардной. В 2004 году он написал либретто оперы «Могут ли машины думать?» (Can machines think?) по тексту Алана Тьюринга, который был публично поставлен в Atelier de la Main d’Or Дэвида Тепфера в Париже.